# Hemijska polarnost
U hemiji, polarnost se odnosi na razdvajanje električnih naelektrisanja koje dovodi do toga da molekul ili njegove hemijske grupe imaju električni dipolni ili multipolni moment. Polarni molekuli interaguju putem dipol–dipol intermolekularnih sila i vodoničnih veza. Molekulska polarnost je zavisna od razlike elektronegativnosti između atoma u jedinjenju i asimetrije njegove strukture. Polarnost je u osnovi brojnih fizičkih svojstava uključujući površinski napon, rastvorljivost, i tačke topljenja i ključanja.

## Polarnost veza
Dva vezana atoma ne dele uvek ravnomerno elektrone. Jedan atom može da izvrši veću silu na elektronski oblak od drugog. To "povlačenje" se naziva elektronegativnost i ono je mera privlačenja elektrona od strane pojedinog atoma. Nejednaka podela elektrona unutar veze dovodi do formiranja električnog dipola: separacije pozitivnog i negativnog naelektrisanja. Parcijalna naelektrisanja se obeležavaju sa δ+ (delta plus) i δ− (delta minus). Te simbole su uveli Kristofer Ingold i njegova supruga Hilda Ašervud 1926.